# Церковь Пресвятой Девы Марии Милосердия (Белен)
Церковь Пресвятой Девы Марии Милосердия (порт.  Igreja de Nossa Senhora das Mercês) — католический храм в городе Белен, штат Пара, Бразилия. Расположена на площади Visconde do Rio Branco. Входит в состав архиепархии Белен-до-Пара. Национальный памятник (ID 388).
Первый храм Пресвятой Девы Марии в Белене был построен в 1640 году монахами Педро де ла Руа Кирне и Жоаном да Мерсеш (Pedro de La Rua Cirne, Frei João da Mercês) из монашеского ордена мерседариев. Этот храм был частью монастыря в честь Божьего Милосердия. В 1748 году на этом же месте началось строительство нового одноимённого храма в стиле примитивного барокко по проекту итальянского архитектора Джузеппе Ланди. В 1763 году состоялось освящение храма.
В 1794 году монахи были изгнаны португальскими властями из Белена и монастырь стал использоваться таможней. В 1835 году монастырь был захвачен повстанцами во время Канабажена. В последующее время в храме и монастыре располагались казармы милиции, военный арсенал, почтовое отделение и батальон охотников. В XIX веке храм был заброшен и использовался городскими властями в качестве склада.
В начале XX века храм был передан архиепархии Белен-до-Пара, после чего начались реставрационные работы. В 1913 году храм был вновь открыт для богослужения. В 1986 году храм получил статус Национального памятника.
Случившийся в 1978 году пожар уничтожил большую часть помещений бывшего монастыря, сам же храм не пострадал от огня.
В 2004 году храм был возвращён на попечение монахам из ордена мерсердариев.